# بيرند هوفمان (رجل أعمال)
بيرند هوفمان (بالألمانية: Bernd Hoffmann)‏ هو شخصية أعمال ألماني، ولد في 21 يناير 1963 في ليفركوزن في ألمانيا.